# Магдалена Елчинова
Магдалена Борисова Елчинова е български антрополог.

## Биография
Магдалена Елчинова завършва средно образование в гимназия „Св. св. Кирил и Методий“ в Благоевград (1980) и Българска филология в Софийския държавен университет (1980 – 1985). Редовен аспирант (1986 – 1989), проучвател (1989 – 1992), научен сътрудник II степен (1992 – 1993), научен сътрудник I степен (1993 – 1998) и старши научен сътрудник II степен (1998 – 2009, от ноември 2002 г. по съвместителство) в Института за фолклор при БАН. 
Преподавателската си дейност започва през 1995 г., като през годините е преподавала етнология и антропология в ЮЗУ „Неофит Рилски“ в Благоевград, Пловдивския университет и в Нов български университет. 
Извънреден доцент (2002 – 2008) и редовен доцент по антропология и етнология (2008) в Нов български университет. Ръководител на департамент „Антропология“ в НБУ (2003 – 2009). Професор по антропология в НБУ от декември 2018 г.
През 1992 г. защитава докторска дисертация на тема „Смислова и художествена характеристика на българските пословици и поговорки“ с научен ръководител Стефана Стойкова. Хабилитацията си получава през 1996 г. Специализирала е етнология и социокултурна антропология в Централноевропейския университет в Будапеща (1998), Холандския институт за научни изследвания в хуманитаристиката и социалните науки (1999, 2001) и Университета на Илинойс в Чикаго (2006). 
Член на Европейската асоциация на социалните антрополози (ЕАSA) (1999, от 2006 г. е член на Координационния съвет на Мрежата на европеистите към тази организация) , NFA (NIAS Fellows Association), член-основател на Центъра за етноложки и фолклористични изследвания в София, член на редакционната колегия на „Антропологични изследвания“ (годишно издание на Департамент Антропология при НБУ), директор на мрежа „Култура“ при European Social Science History Conference, организирана от International Institute of Social History, Амстердам. 

### Съставителство
- Език, дискурс, култура. Тематична книжка на сп. Български фолклор, №3, 1993, съвместно с П.Бочков и И.Тодорова-Пиргова
- Дискурси на различието. Тематична книжка на сп. Български фолклор, №4, 1999, съвместно с И.Тодорова-Пиргова
- Антропологични изследвания, том 3, София, Селекта, НБУ, 2001
- Ловци на умове – ІІ (Лекции по антропология), НБУ, Планета-3, София, 2003, съвместно с Орлин Тодоров
- Значими имена в антропологията. Сборник с лекции. София, НБУ, Планета-3, 2004, съвместно с Цвете Лазова
- Родова памет и фолклорна култура. Тематична книжка на сп. Български фолклор, №3, 2005
- Антропологични изследвания, том 6, София, Селекта, НБУ, 2006
- Значими имена в антропологията – 2. Сборник с лекции. София, НБУ, Планета-3, 2006, съвместно с Цвете Лазова

Статии (частично, след 2008 г.)
- Развитие на учебните програми: антропологията в България и Република Македония в постсоциалистическия период (1995 – 2005). (Представяне на изследователски проект) – В: Годишник на департамент „Антропология“, т. 1, НБУ (електронно издание), 2008
- Ритуал и видове ритуално действие – В: В.Гарнизов, Цв. Лазова (съст.) Ловци на умове, ІІІ. София, НБУ, 2008, 45 – 63
- Миграция и трансформиране на локалната общност (сравнение между две рурални общности в България) – Български фолклор, кн. 2, 2009, 7 – 21
- Миграция и конструиране на наследство – В: Годишник на деп. „Антропология“ при НБУ, том 3, 15 маш. стр., 16 снимки, 2010.
- История и памет при конструиране на идентичността на македонските американци – В: Ст. Бояджиева (съст.). История и памет. Български фолклор, кн. 2, 2010, 80 – 100.
- Преосмисляне на травматичния опит във всекидневните дискурси: наративите за изселването на българските турци в Турцияв перспективата на времето. – В: В. Ганева-Райчева, М. Елчинова, М. Златкова, Н. Вуков (съст.). Миграции от двете страни на българо-турската граница: Наследства, идентичности, интеркултурни взаимодействия Архив на оригинала от 2016-03-08 в Wayback Machine.. Сборник с доклади от конференция. София, ИЕФЕМ-БАН, 2012, 21 – 30.
- Жените изселнички от 1989 г. в Турция – форми на адаптация и социална реализация. – В: Т. Евтимова, Д. Динова (съст.). Тюркологията – настояще и бъдеще. Сборник, посветен на 60-годишнината на специалност Тюркология в Софийския университет „Св. Климент Охридски“. София, 2014, Издателство на СУ.